# Gynoplistia fulviventris
Gynoplistia fulviventris är en tvåvingeart som beskrevs av Alexander 1922. Gynoplistia fulviventris ingår i släktet Gynoplistia och familjen småharkrankar. Inga underarter finns listade i Catalogue of Life.